# Adasi (Assyrien)
Adasi var enligt den assyriska kungalistan en usurpator-kung i Assyrien under, eller kort efter, kung Ashur-duguls tid på tronen. Han kom genom sin son Bel-bani att bli stamfader för den senare Adaside-dynastin. Adasi skall ha stridit om makten i Assyrien mot Ashur-dugul och sju andra usurpatorer. Namnet Adasi förekommer inte i andra källor än i den assyriska kungalistan och detsamma gäller namnen på de andra usurpatorerna. Namnen är dessutom misstänkt lika namnen på assyriska guvernörer under Ashur-duguls regeringstid vilket lett till att moderna forskare ifrågasätter om Adasi och de andra var kungar eller överhuvudtaget usurpatorer, och inte bara generaler och tjänstemän som felaktigt skrivits in i listan som kungar.